# Franz Schrönghamer-Heimdal

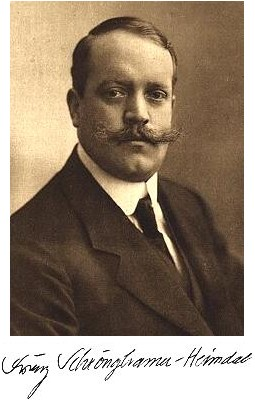
Franz Schrönghamer-Heimdal, 1926

Franz Schrönghamer-Heimdal, auch Franz Schrönghamer oder Franz Schrönghammer (* 12. Juli 1881 in Marbach bei Eppenschlag, Niederbayern; † 3. September 1962 in Passau), war Heimatdichter und Maler.

## Leben
Franz Schrönghamer kam 1881 als erstes Kind des Wagners Michael Schrönghamer und seiner Ehefrau Maria geborene Parzer in Marbach zur Welt. Er besuchte ab 1893 das Humanistische Gymnasium in Passau und studierte nach einem abgebrochenen Theologie-Studium ab 1903 Architektur an der Technischen Hochschule München. Er war studentischer Herausgeber des dritten Münchner „Musen-Almanach deutscher Hochschüler“ (1904). Nach seinem Studienabschluss 1908 wurde er für die drei nachfolgenden Jahre Schriftleiter der Fliegenden Blätter.
Schon 1900 legte er sich den Künstlernamen „Heimdal“ zu, seit 1912 war er nur noch als freier Schriftsteller tätig. Er verfasste zahlreiche volkstümliche Gedichte und Erzählungen, in deren Mittelpunkt die Menschen des Bayerischen Waldes standen. Während des Ersten Weltkriegs trat er mit „Kriegsaufsätzen“ und antisemitischen Schriften hervor, die in späteren Würdigungen verschwiegen werden. Reinhard Haller etwa nimmt ihn gegen den Vorwurf des Antisemitismus in Schutz und behauptet, er habe sich der Vereinnahmung seines Werkes durch die Nationalsozialisten widersetzt. In seiner 1919 erschienenen Schrift Judas, der Weltfeind behauptete Schrönghamer-Heimdal, die Juden seien die Erfinder der Zinsleihe, „des arbeitslosen Einkommens durch Machenschaften, die die ‚Ungläubigen‘ Wucher und Betrug nennen“. Lange vor den nationalsozialistischen Rassengesetzen sprach Schrönghamer sich für eine „Gesundung der eigenvölkischen Verhältnisse“ aus. Die Juden sollten aus Politik, Kunst und Kultur ausgegrenzt werden und er forderte ein deutlich sichtbares Erkennungszeichen, das Juden in der Öffentlichkeit tragen sollten.
Am 9. September 1919 heiratete er in Dommelstadl bei Neuburg am Inn Cäcila Parseval, die Tochter von August von Parseval.
Von 1933 bis 1941 war er Chefredakteur des Altöttinger Liebfrauenboten. Als Reserveoffizier wurde Schrönghamer 1941 zur Wehrmacht eingezogen. Er veröffentlichte über 30 Bücher mit einer Gesamtauflage von mehr als 100.000 Exemplaren.
Nach Kriegsende wurden seine Schriften Judas, der Weltfeind und Das kommende Reich in der Sowjetischen Besatzungszone auf die Liste der auszusondernden Literatur gesetzt. In der Deutschen Demokratischen Republik folgte auf diese Liste noch Vom Antichrist.
Der Heimatdichter erhielt 1951 die Ehrenbürgerwürde der Stadt Passau, wurde im gleichen Jahr Ehrenbürger der Gemeinde Eppenschlag und wurde 1956 mit dem Bundesverdienstkreuz I. Klasse ausgezeichnet sowie 1959 mit dem Kulturpreis Ostbayerns.

## Werke
- 1904: Fern und leise (Gedicht)
- 1915: Kund'n und Kampl'n; Passau
- 1918: Vom Antichrist; ein Büchlein von Gott und Geld, vom deutschen Wesen und vom ewigen Juden, 1. Ausgabe, Augsburg, Haas & Grabherr
- 1918: Das kommende Reich. Entwurf einer Weltordnung aus dem deutschen Wesen. Augsbg: Haas & Grabherr
- 1919: Judas der Weltfeind. Was jeder über die Juden wissen muß: die Judenfrage als Menschheitsfrage und ihre Lösung im Lichte der Wahrheit; gemeinverständlich dargestellt von F. Schrönghamer-Heimdal; München: Deutscher Volksverlag
- 1921: Bei uns im Wald – Handfeste Heimatgeschichten; Augsburg, Haas & Grabherr
- 1921 Der geistige Mensch Lösung des Lebensrätsels Blicke ins Jenseits Wissenschaftlicher Unsterblichkeitsbeweis; Leipzig, Altmann
- 1922: Ursula Kronawitter; Dillingen
- 1930: Alle guten Geister; Augsburg: Haas & Grabherr
- 1931: Der ewige Acker. Ein Bauernlob, Augsburg: Haas & Grabherr
- 1942: Die saudumme Lieb (Erzählung)
- 1951: Der Haupttreffer; Schärding
- 1956: Urwuchs: Heitere Geschichten aus der Waldheimat
- 1962: Der Hirschhüter: Lustige Jäger- und Bauern-Geschichten, Schnurren und Schwänke
- 1981: Gleich und Ungleich. Erzählungen aus dem Bayerischen Wald; Grafenau: Morsak